# Rivière Perron
Rivière Perron är ett vattendrag i Kanada.   Det ligger i provinsen Québec, i den östra delen av landet, 500 km nordost om huvudstaden Ottawa.
I omgivningarna runt Rivière Perron växer i huvudsak blandskog. Trakten runt Rivière Perron är nära nog obefolkad, med mindre än två invånare per kvadratkilometer.